# 萩原等司
萩原 等司（はぎわら ひとし）は、日本の元子役、俳優。

## 出演作品

### テレビ
- 仮面ライダースーパー1（1981年、タケシ役）
- おしん（1983年、205〜225話）
- 世にも奇妙な物語（1990年6月7日放送）
- おんな警視連城真衣子2 室内17度の謎!（1990年7月7日放送）
- 太平記（1991年、10話、若侍）
- 君の名は（1991年、213話）
- 刑事貴族2（1991年、25話）
- 春よ、来い第二部（1995年、176話）
- 古畑任三郎（1996年、6話）
- はぐれ刑事純情派9（1996年、7話）
- Age,35 恋しくて（1996年、3話）
- 続・星の金貨（1996年、1話）
- ストーカー　逃げ切れぬ愛（1997年、7話）
- ガラスの仮面（1997年、2話）

| スタブアイコン | サブスタブ | この項目は、まだ閲覧者の調べものの参照としては役立たない、俳優（男優・女優）に関連した書きかけの項目です。この項目を加筆・訂正などしてくださる協力者を求めています（P:映画/PJ芸能人）。 |